# Perrottetia rajeshgopali
Perrottetia rajeshgopali — вид наземних черевоногих молюсків родини Streptaxidae. Описаний у 2021 році.

## Назва
Вид названий на честь одного з захисників тигрів Раджеша Гопала, генерального секретаря Глобального форуму тигрів.

## Поширення
Ендемік Індії. Поширений на півночі горської системи Західні Гати у штаті Махараштра на південному заході країни.

## Опис
Равлик носить білий, глянсовий напівпрозорий панцир, а його тіло блідо-жовте з коричневими плямами і сітчастою шкірою. Активний хижак — вчені помітили, як він харчувався меншим равликом Eurychlamys platyclamys.